# MC68851
MC68851 – jednostka zarządzania pamięcią (MMU) firmy Motorola należąca do rodziny M68000 (zwanej też rodziną 68k). Nie jest już produkowana. 
Głównym zadaniem tego układu była obsługa stronicowania pamięci. Jest ona niezbędna m.in. do uruchomienia systemów NetBSD i Linux na procesorach MC68020.
W MC68030 i nowszych została zintegrowana kompatybilna z MC68851 jednostka zarządzania pamięcią.